# Henk Misset
Hendrik Anton Jacob Frederik (Henk) Misset (5 januari 1922, Amsterdam - 23 april 2015, Nederland) was een Nederlands econoom.
Hij studeerde economische wetenschappen aan de Universiteit van Amsterdam, waar hij in 1951 het doctoraalexamen aflegde en in 1954 het examen voor accountant.
In 1961 promoveerde Misset cum laude aan de UvA op een bedrijfseconomisch onderwerp.
Van 1960 tot 1971 was hij (gewoon) hoogleraar aan de Universiteit van Amsterdam voor "Beginselen der economie alsmede de economische politiek". Aansluitend was hij van 1972 tot 1987 buitengewoon hoogleraar.
Van 1970 tot 1986 was Misset de eerste directeur (rector) van het Netherlands Institute for Advanced Study, een nationaal onderzoeksinstituut, toen gevestigd in Wassenaar.
Misset was getrouwd met de Noorse filosofe Else Margarete Barth. Samen met haar schreef hij een boek over mannen en feminisme, waarin Nederland met Scandinavië wordt vergeleken. Hij was een van de oprichters van de beweging Man Vrouw Maatschappij. 
- Digitale Bibliotheek voor de Nederlandse Letteren: miss004
- International Standard Name Identifier: 0000 0003 8763 4374
- Nederlandse Thesaurus van Auteursnamen: 068658370
- Virtual International Authority File: 280669331
- WorldCat: E39PBJpJgpQCY4vC9D8mvkPbBP